# Benoît Lecomte
Benoît Lecomte (sinh năm 1967) là một vận động viên bơi đường dài sinh ra ở Pháp (nay là một công dân nhập tịch của Hoa Kỳ), người đã tuyên bố là người đầu tiên bơi qua Đại Tây Dương mà không có ván bơi vào năm 1998.

## Bơi xuyên Đại Tây Dương
Từ ngày 16 tháng 7 đến ngày 25 tháng 9 năm 1998, Lecomte đã tiến hành bơi theo các giai đoạn từ Hyannis, Massachusetts đến Quiberon, Brittany, Pháp, bao gồm cả một tuần dừng chân ở Azores, một quần đảo Bồ Đào Nha.

## Bơi xuyên Thái Bình Dương
Tháng 11 năm 2011, Benoît Lecomte tuyên bố sẽ bơi xuyên Thái Bình Dương với kế hoạch có tên gọi là: The Longest Swim ·  ·  · 
Benoît Lecomte đã bắt đầu hành trình hơn 8.850 km bơi xuyên Thái Bình Dương ngày 5/6/2018 ở ngoài khơi thành phố Choshi gần Tokyo, Nhật Bản, theo Business Insider. Nếu mọi thứ theo đúng kế hoạch, Lecomte sẽ tới thành phố San Francisco, California, Mỹ, sau 6 tháng nữa. Trong hành trình dài ngày này, vận động viên 51 tuổi người Pháp sẽ chạm trán nhiều loài động vật biển như cá mập và sứa, chịu đựng nhiệt độ lạnh giá và băng qua đảo rác khổng lồ.